# E. Szabó Zoltán
E. Szabó Zoltán (Gyula, 1939. június 19.–) pedagógus, nyugdíjas főiskolai tanár, festőművész; Békéscsabán él.

## Életpályája
Gyermekkorát Endrődön töltötte. Szeghalmon járt gimnáziumba, majd Szarvason elvégezte a középfokú tanítóképzőt. 1961-ben a Szegedi Tanárképző Főiskolán rajz és ének-zene szakos tanári oklevelet, majd a József Attila Tudományegyetemen pedagógia szakos oklevelet szerzett.  Mesterei Cs. Pataj Mihály, Fischer Ernő és Vinkler László voltak. 1974-ben az Eötvös Loránd Tudományegyetemen egyetemi doktori fokozatot, majd 1999-ben ugyanitt PhD fokozatot szerzett.
A tanári pályát 1961-ben Orosházán kezdte, majd két év múlva az  akkori Szegedi Tanárképző Főiskolán, a Pszichológiai Tanszéken lett tanársegéd. 1967-ben került a Kaposvári Tanítóképző Főiskolára, ahol közel 20 éven át tanított. A Békéscsabai Tanítóképző Főiskola megalakulásakor, 1986-ban került Békéscsabára, és nyugdíjazásig a főiskolán, illetve annak jogutódjain tanított. 1992-ben nevezték ki főiskolai tanárrá, többféle beosztásban tevékenykedett, volt tanszékvezető, főigazgató-helyettes és rektorhelyettes is.
Tagja a Magyar Tudományos Akadémia Békés Megyei Tudományos Testületének és a Körös Irodalmi Társaságnak. Éveken át tagja volt a Magyar Pedagógiai Társaságnak is, egy ideig e társaság Békés Megyei Tagozatának vezetőségében is tevékenykedett.
Békéscsabán kezdett újra festeni és tagja lett a Békéstáji Művészeti Társaságnak. Festményeivel 35 önálló és számos kollektív kiállításon szerepelt, többek között Békéscsabán, Budapesten, Gyulán, Szeghalmon, Szombathelyen, külföldön pedig Romániában, Szerbiában, Szlovákiában, Portugáliában, Angliában és az Amerikai Egyesült Államokban. Képei Európán kívül Észak- és Dél-Amerikába, sőt Új-Zélandra is eljutottak. 46 országban járt tanulmányúton tanárként, festőként vagy operatőrként.
„Alkotó munkámat gyermekkori és utazási élményeim, valamint a természet, a Föld és az élet szeretete táplálják.” – írja honlapján.

## Publikációi
- Tanítóképzés Magyarországon (tanulságok, problémák, fejlesztési lehetőségek), PhD doktori disszertáció, ELTE, 1998, 178. p.
- A fogalomtérkép és a rendezett fa, Magyar pedagógia, 1996. (96. évf.) 2. szám, 195-204. oldal
- „Európa kihívásai” : – Egy brit pedagógiai programról és magyarországi adaptációjáról, Új pedagógiai szemle, 1993. (43. évf.) 9. szám, 94-99. oldal
- A tanítóképző főiskola, Somogy : A Somogy Megyei Tanács kulturális folyóirata, 1982. (10. évf.) 1. szám, 85–90. oldal

## Galéria

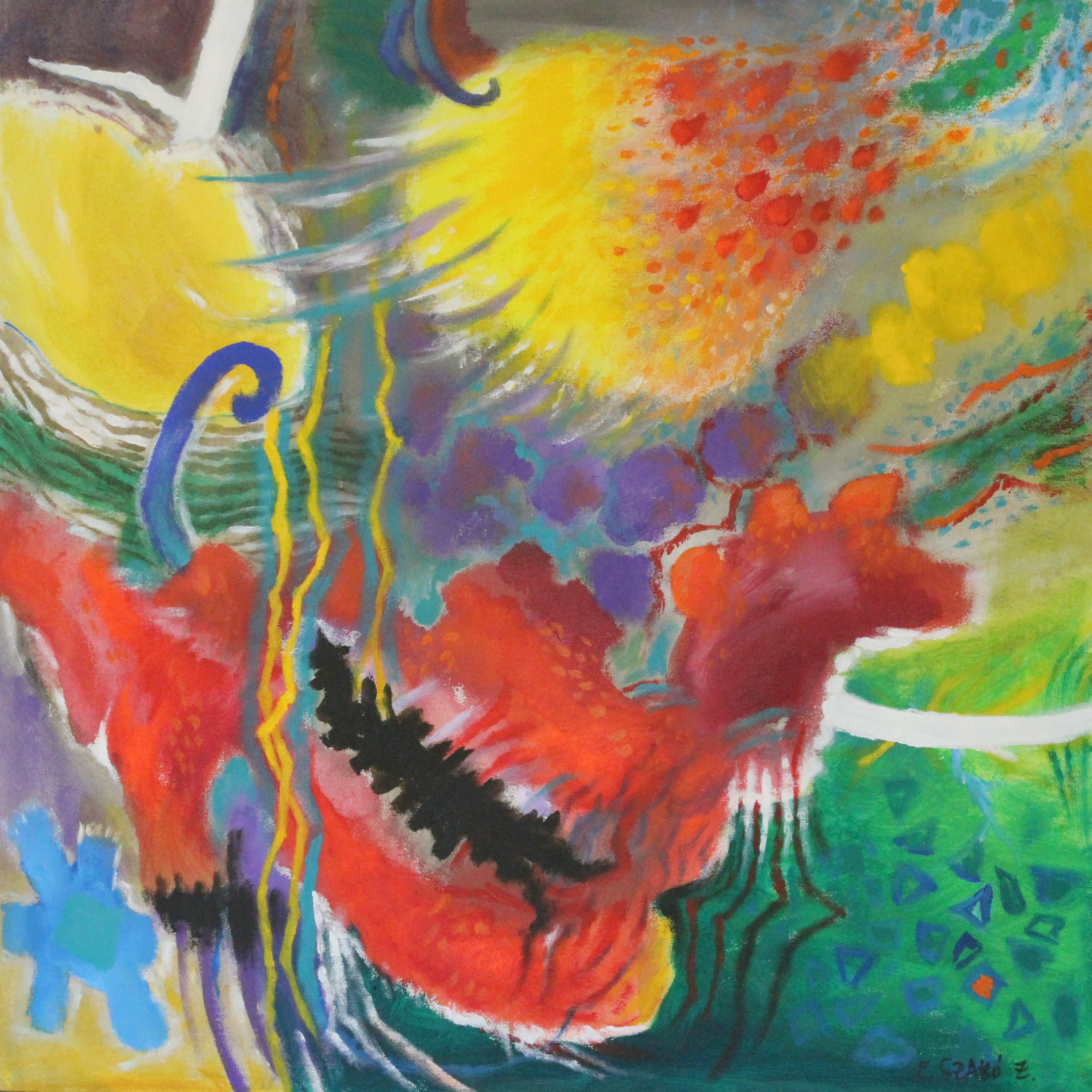
A természet apró csodái
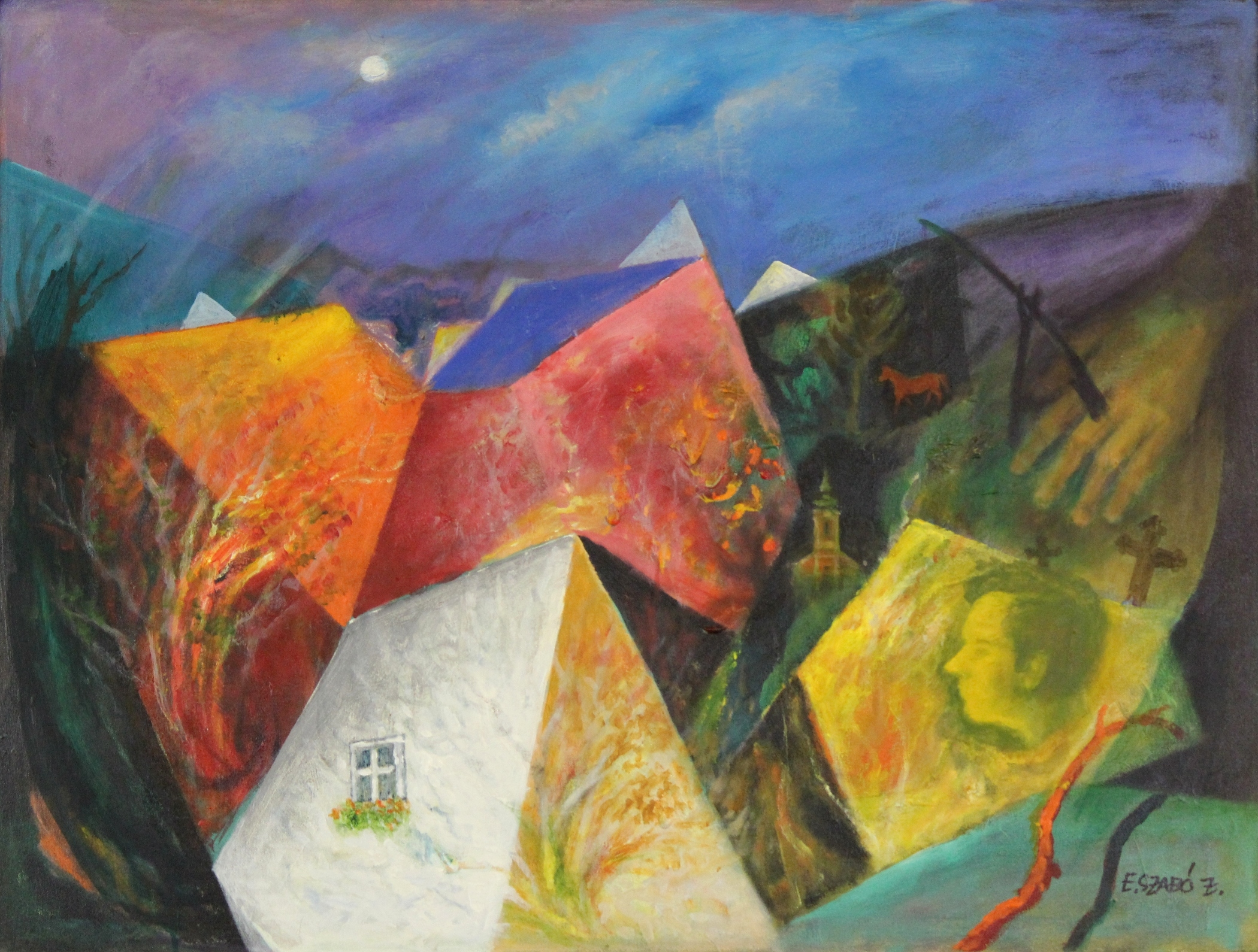
Derengő múlt
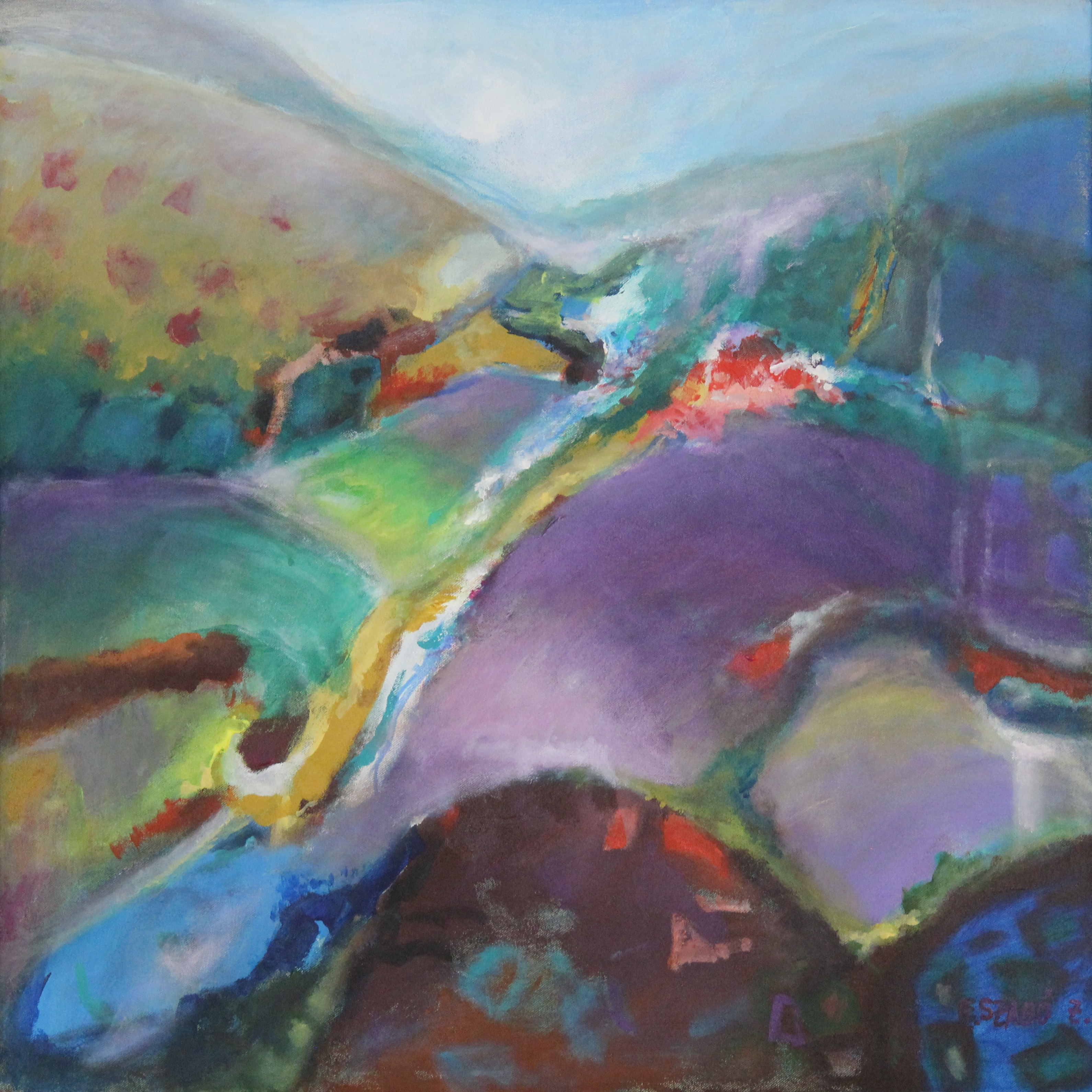
Dimbes-dombos táj
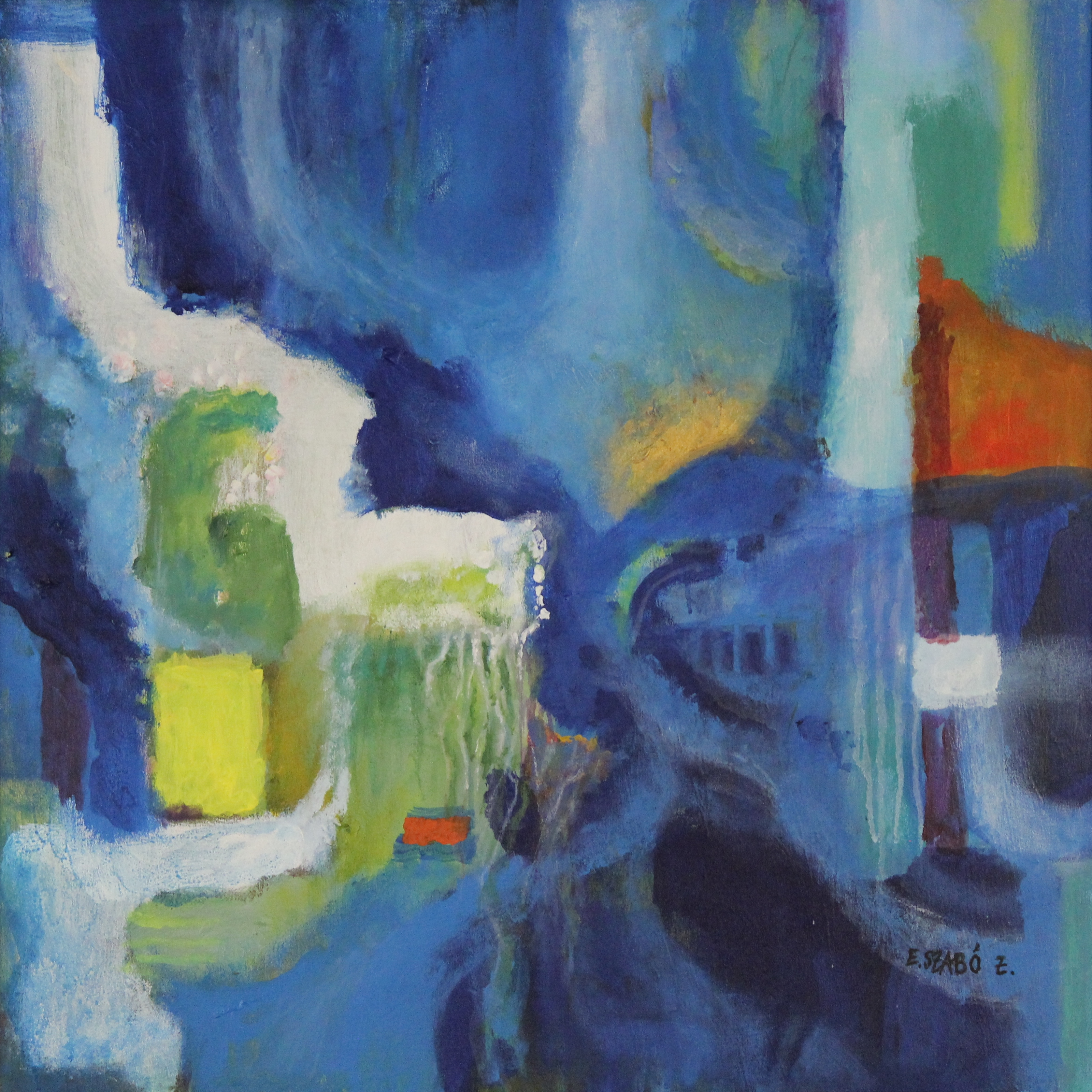
Ébredés
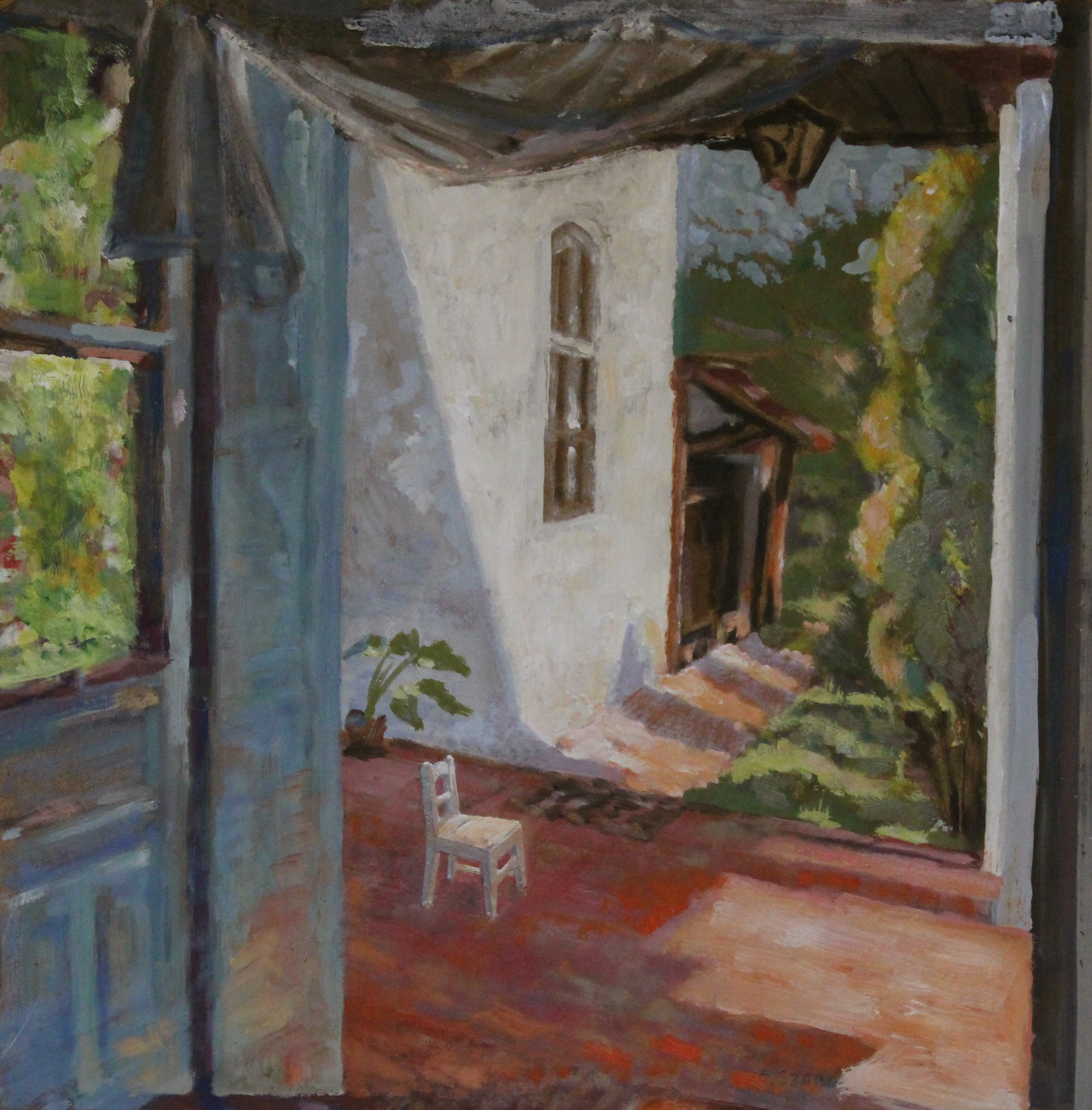
Gyermekkori kisszék
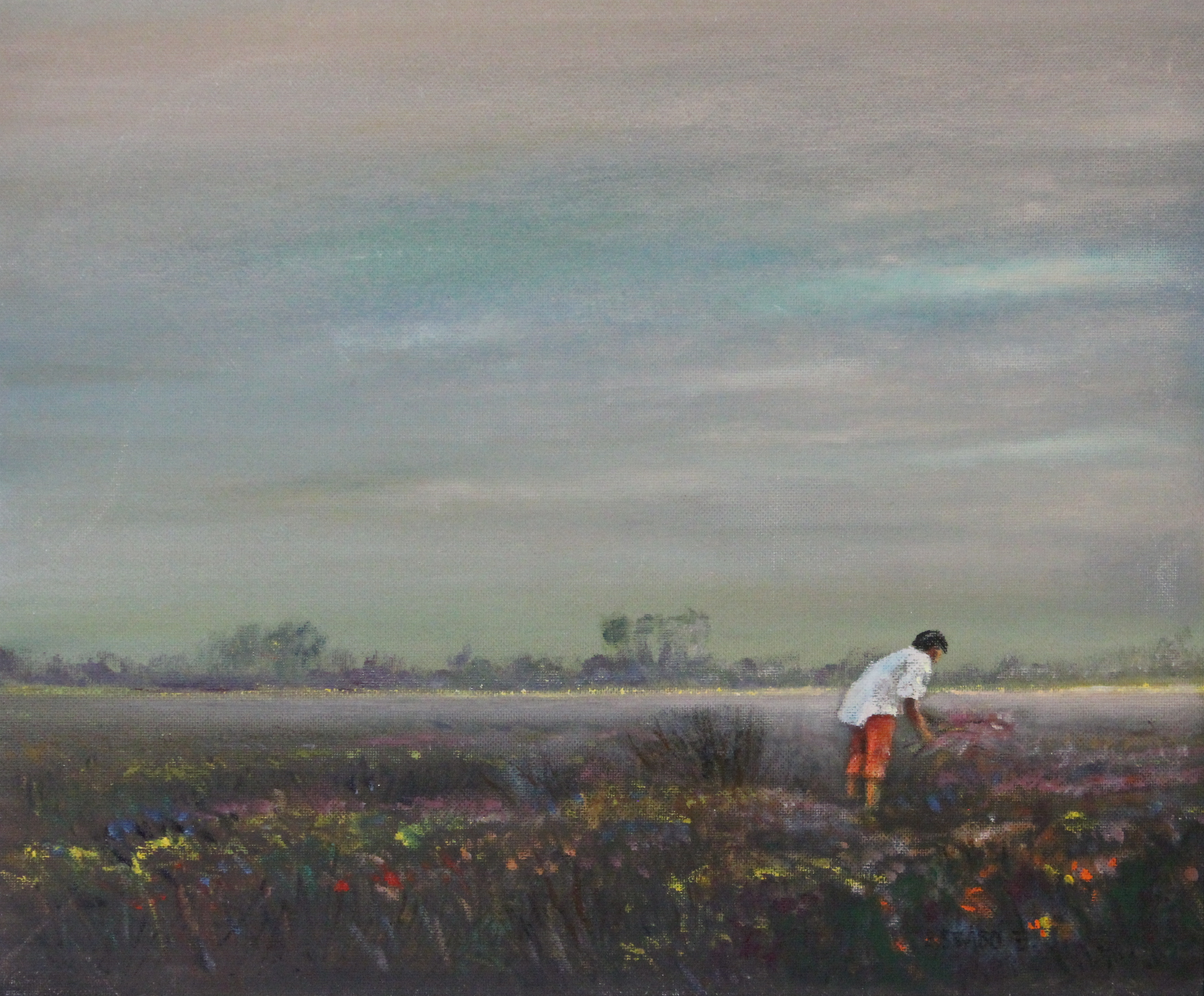
Kati virágot szed
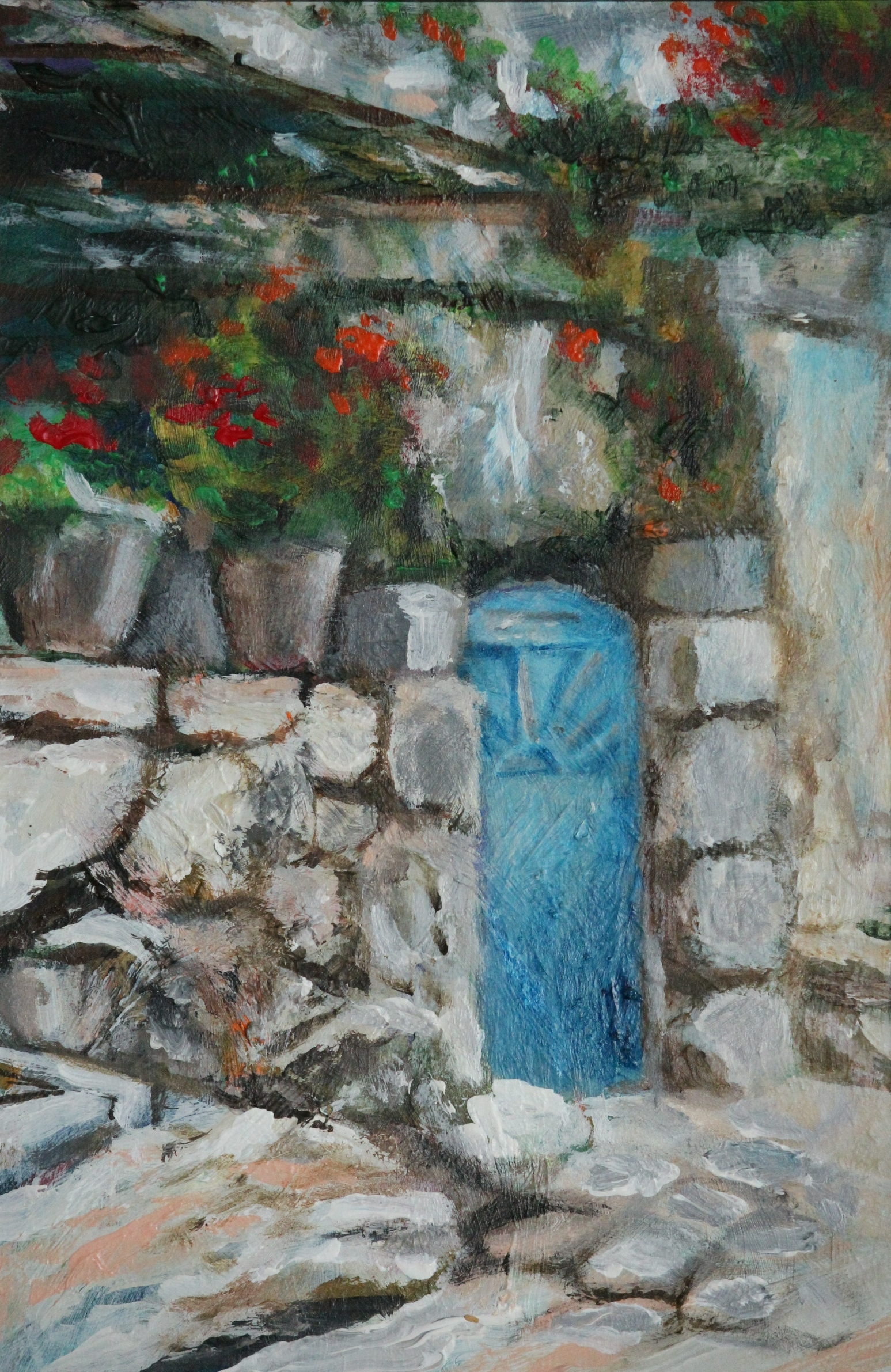
Kapu
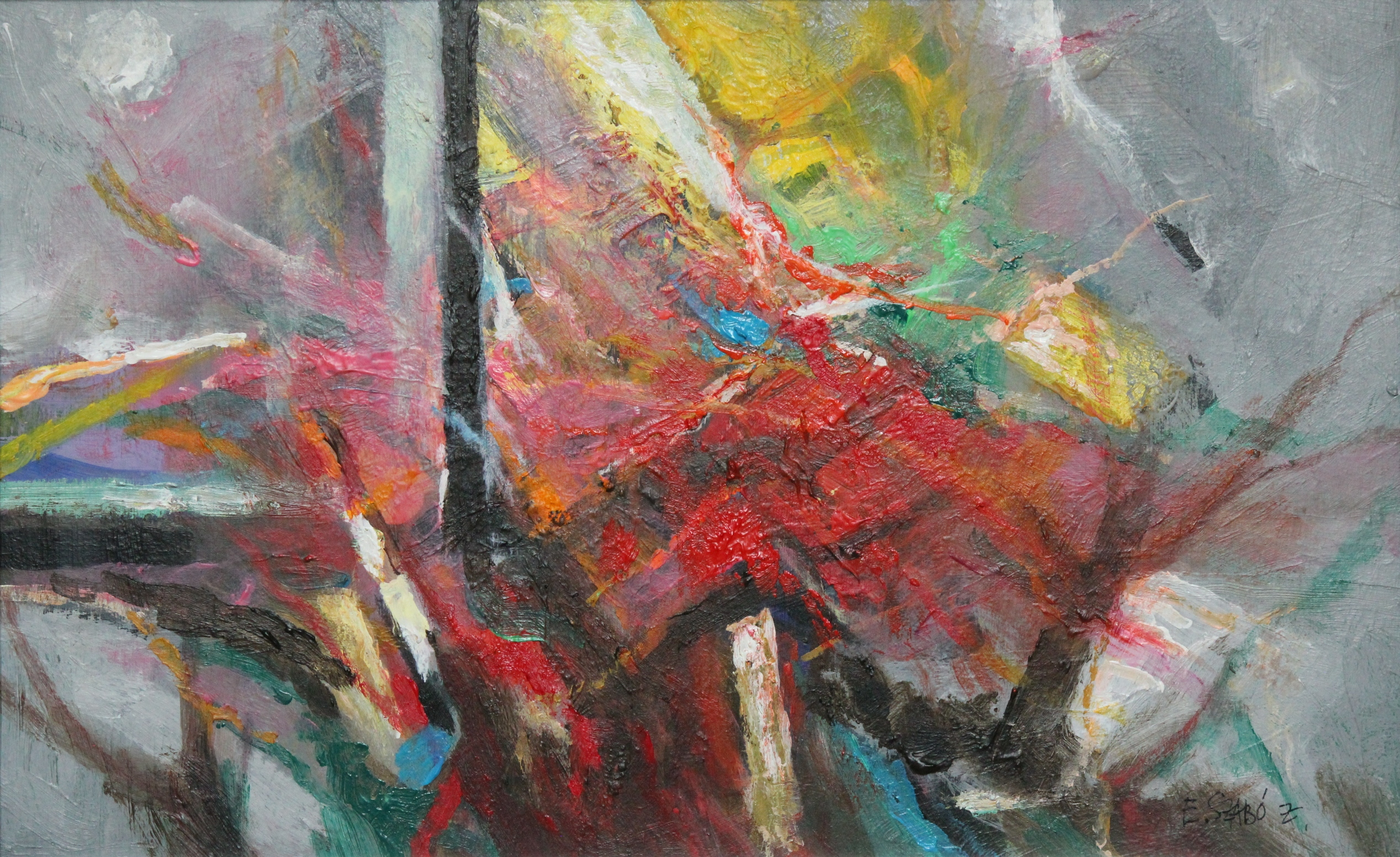
Madártávlat
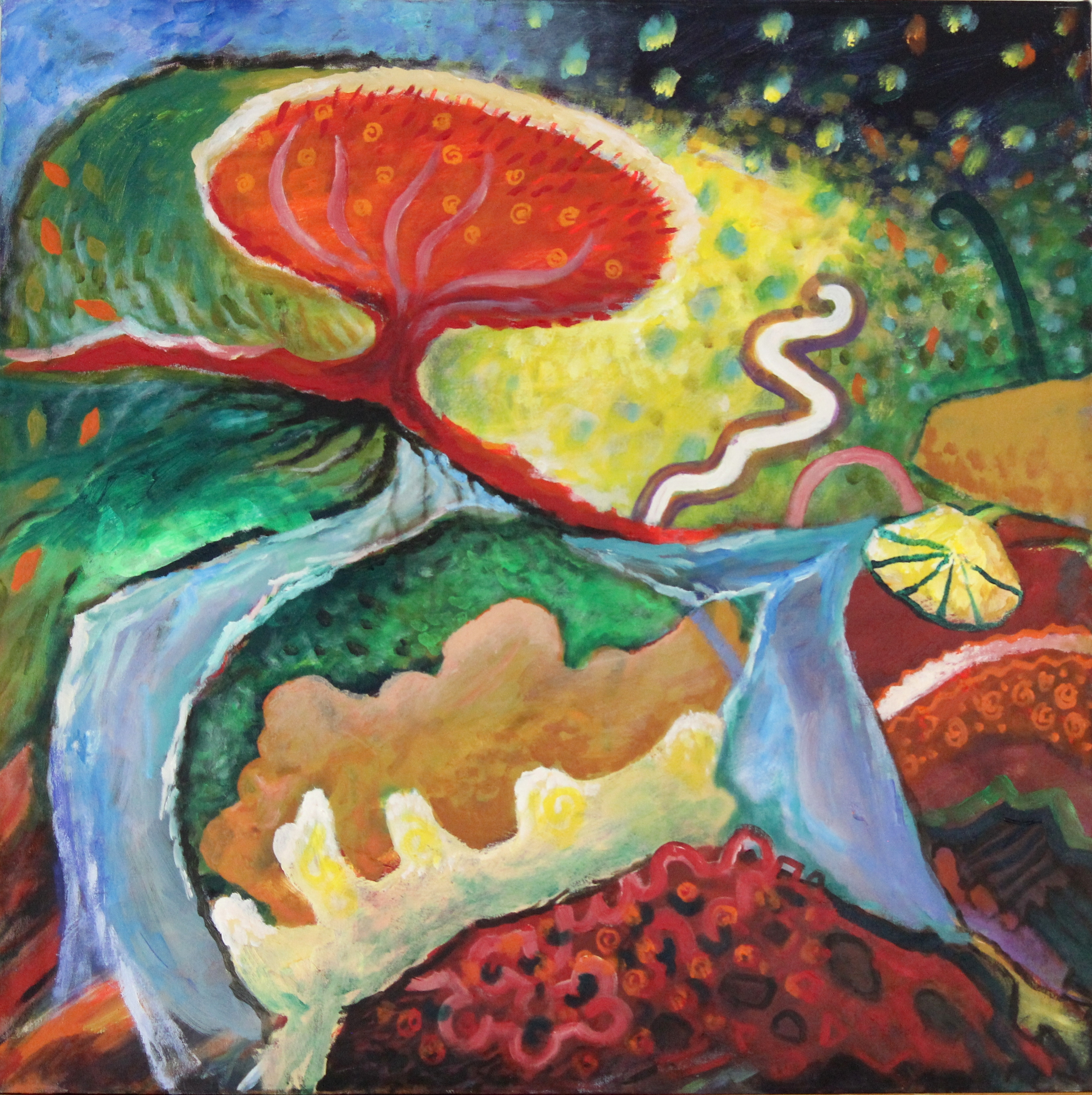
Mesél a természet
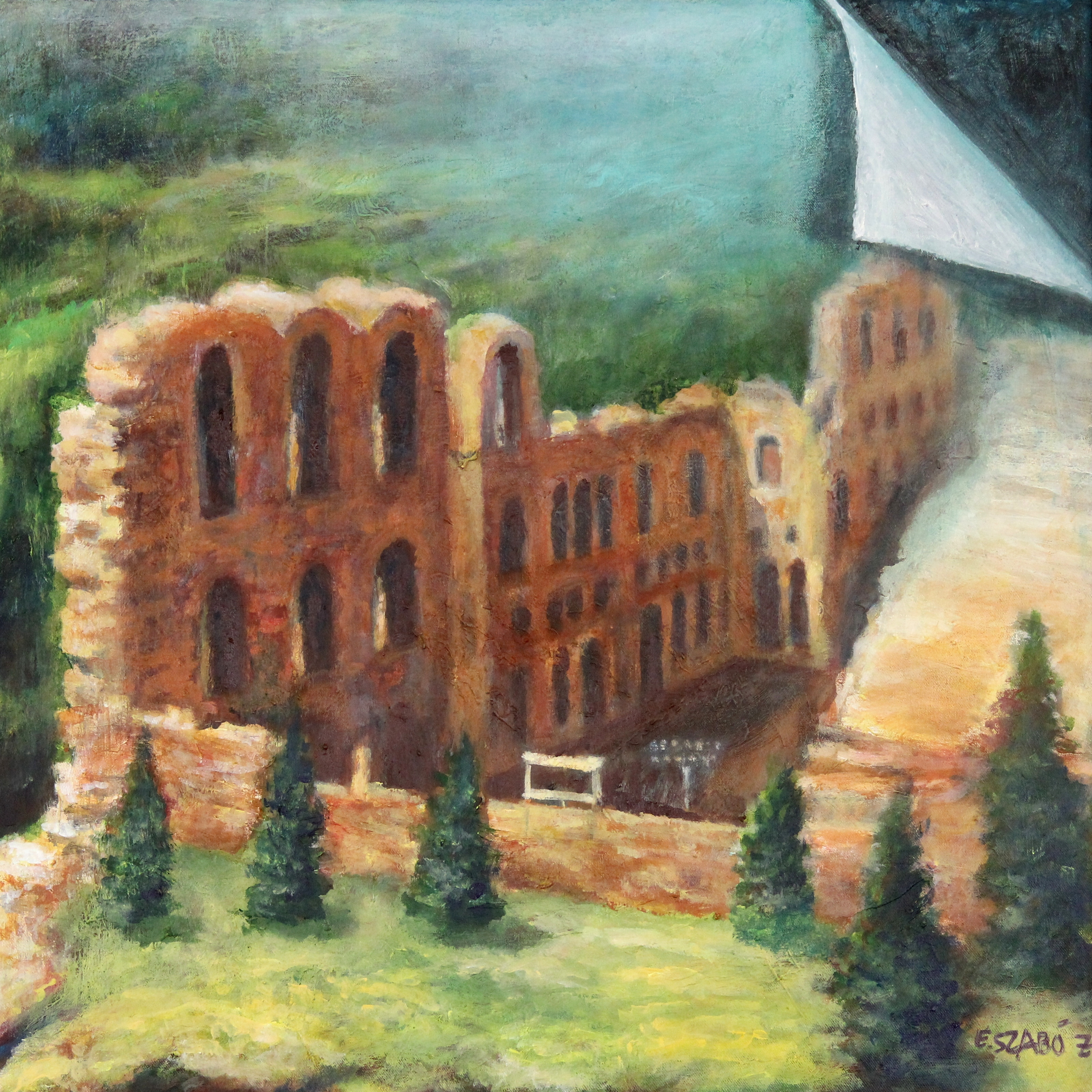
Múltidéző
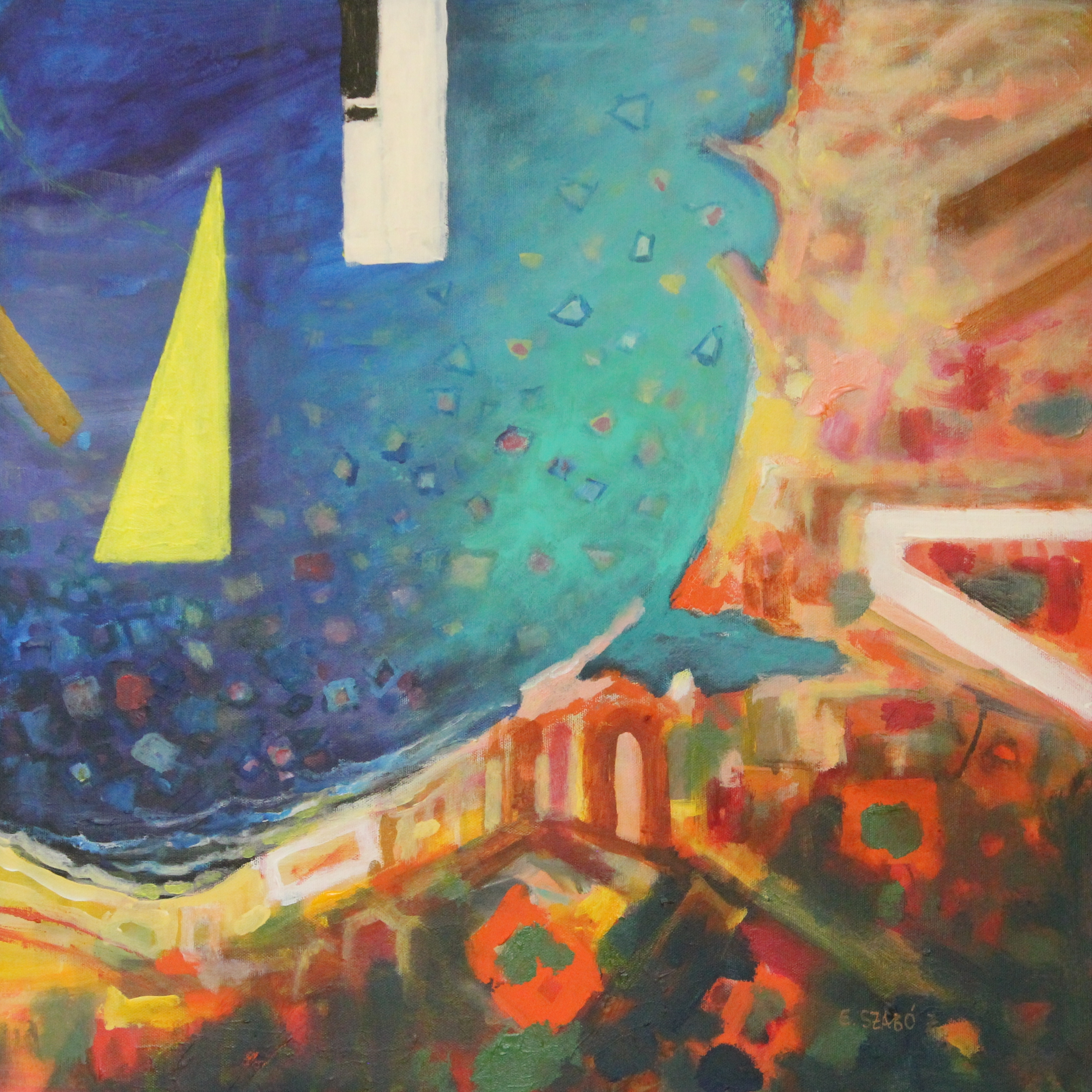
Nyár
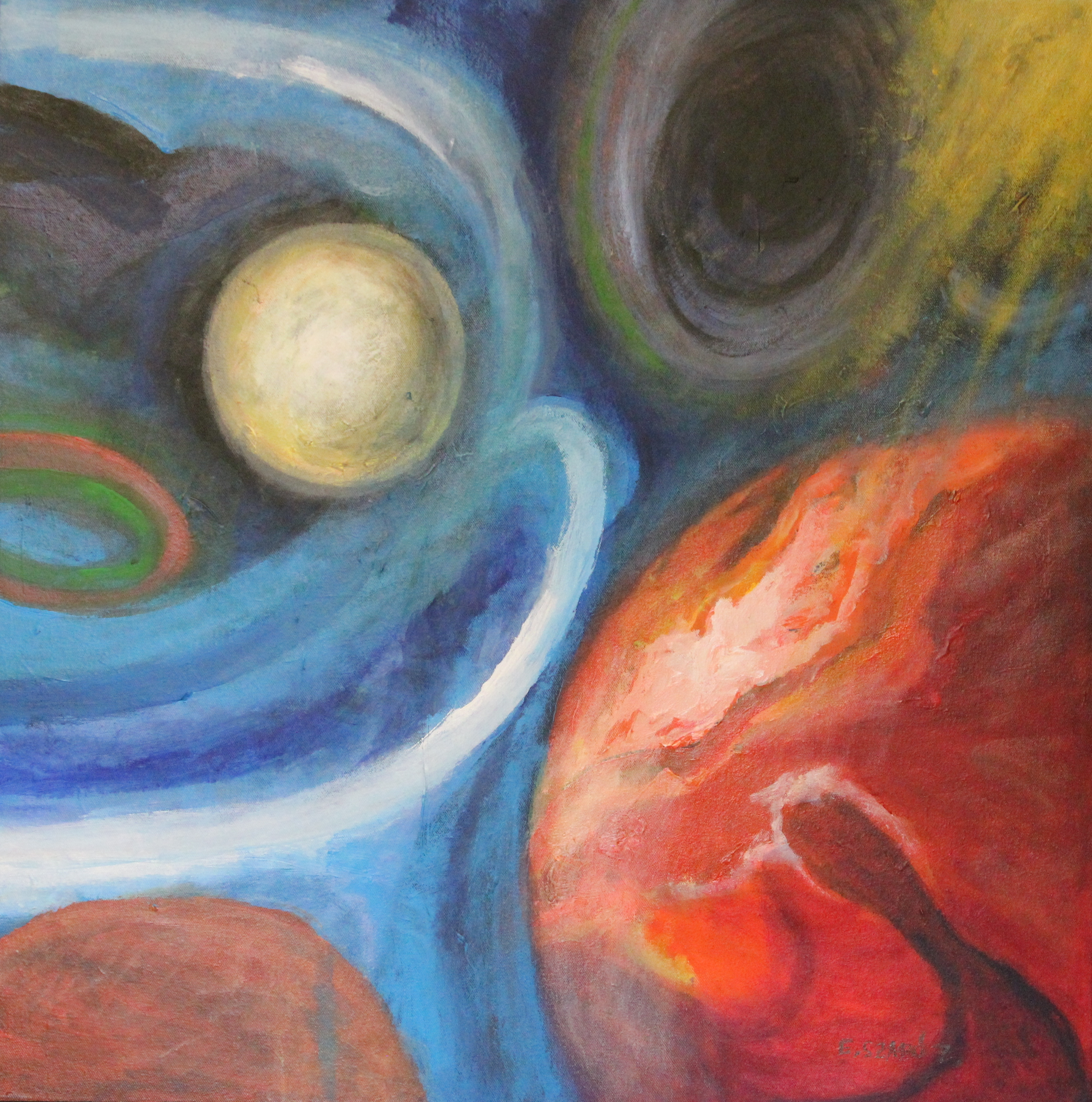
Örökös mozgásban
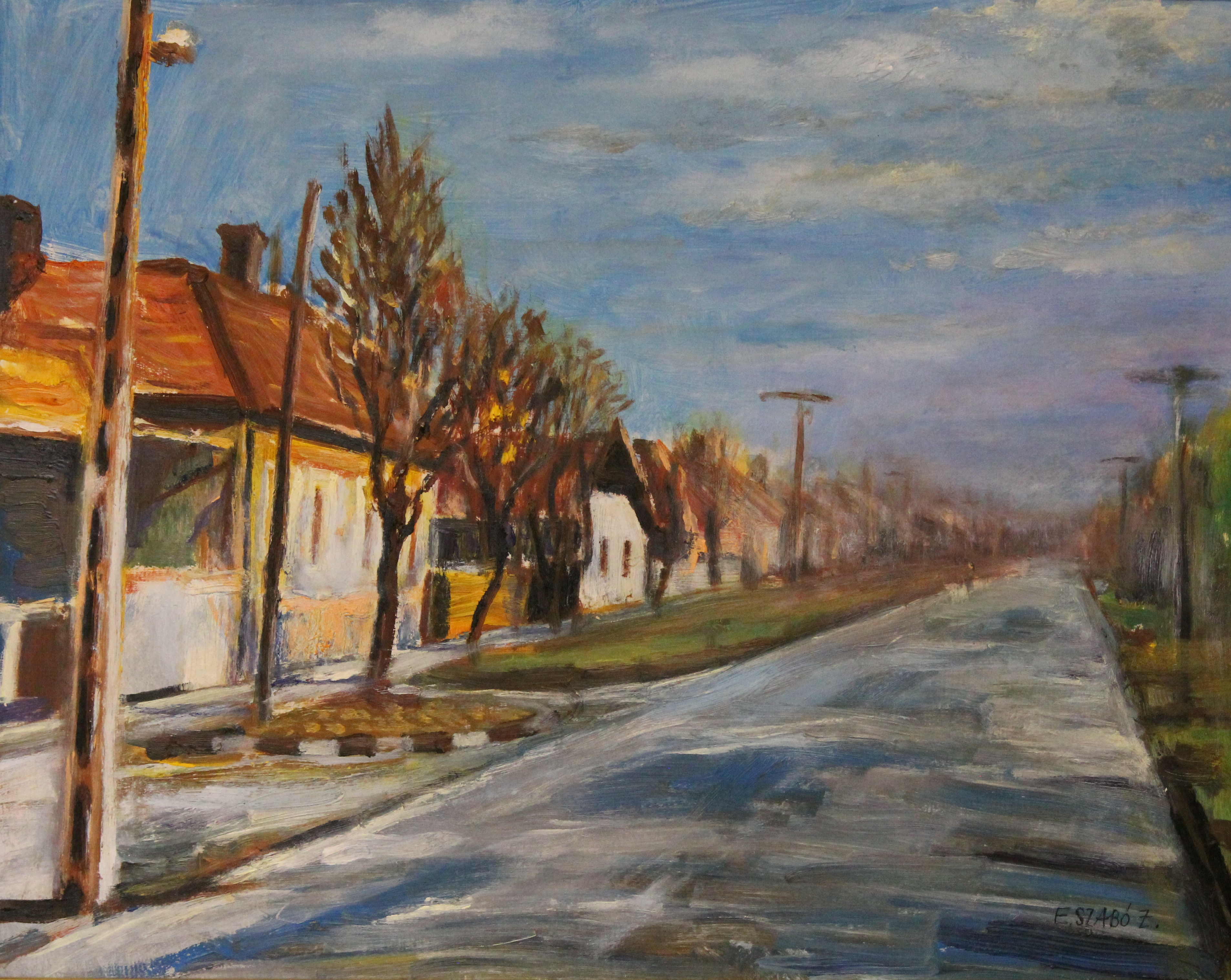
Selyem utca
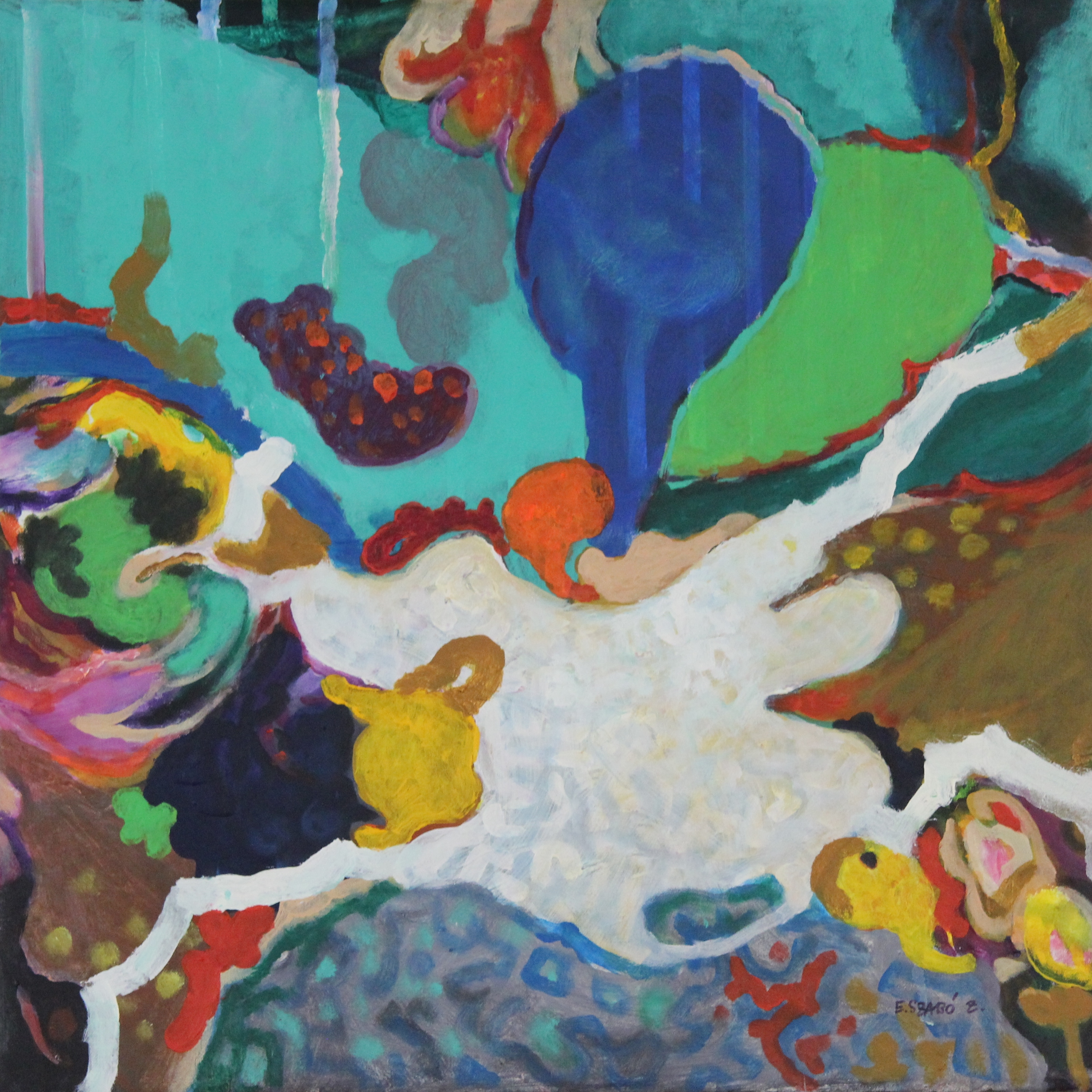
Táj-kompozíció
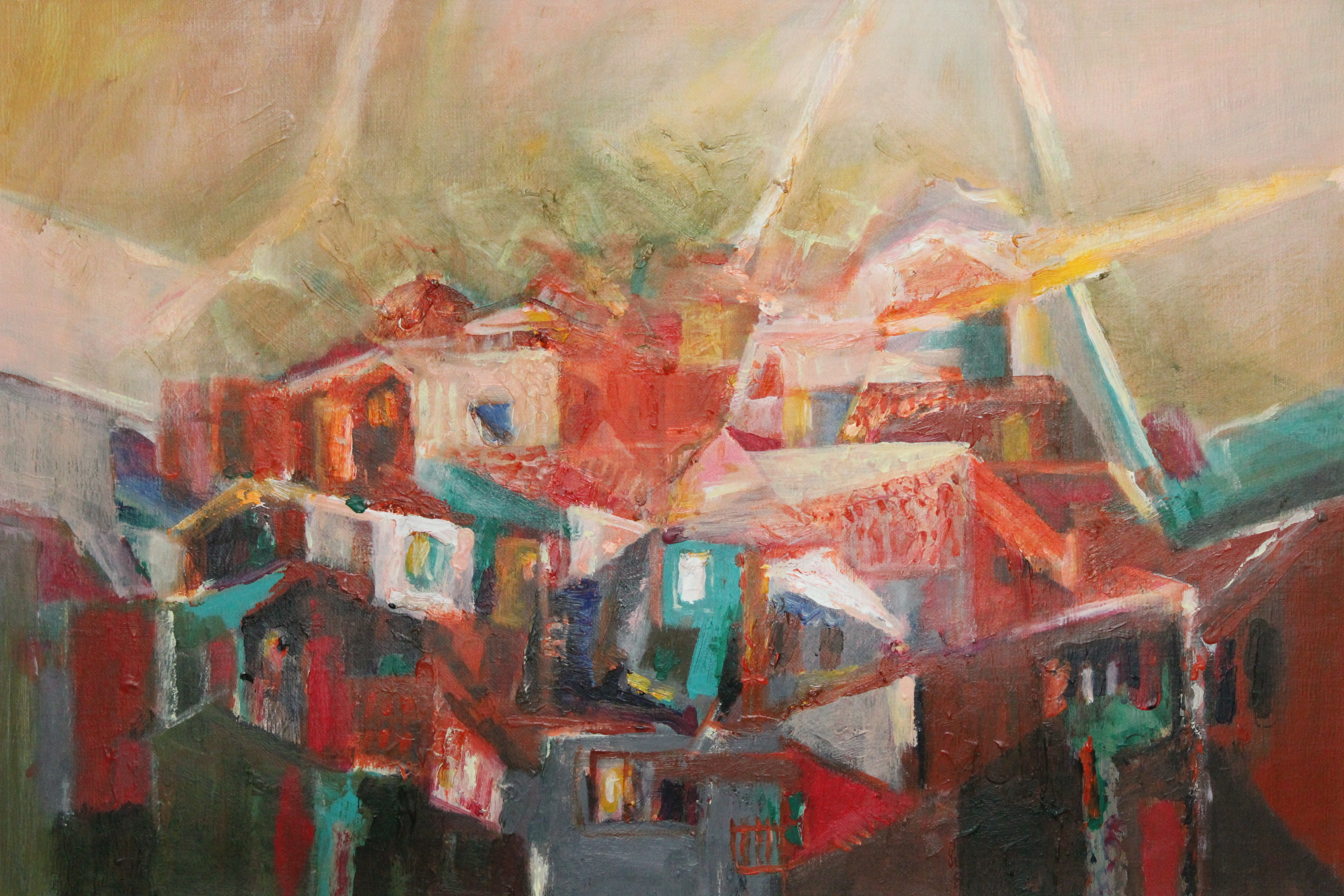
Település
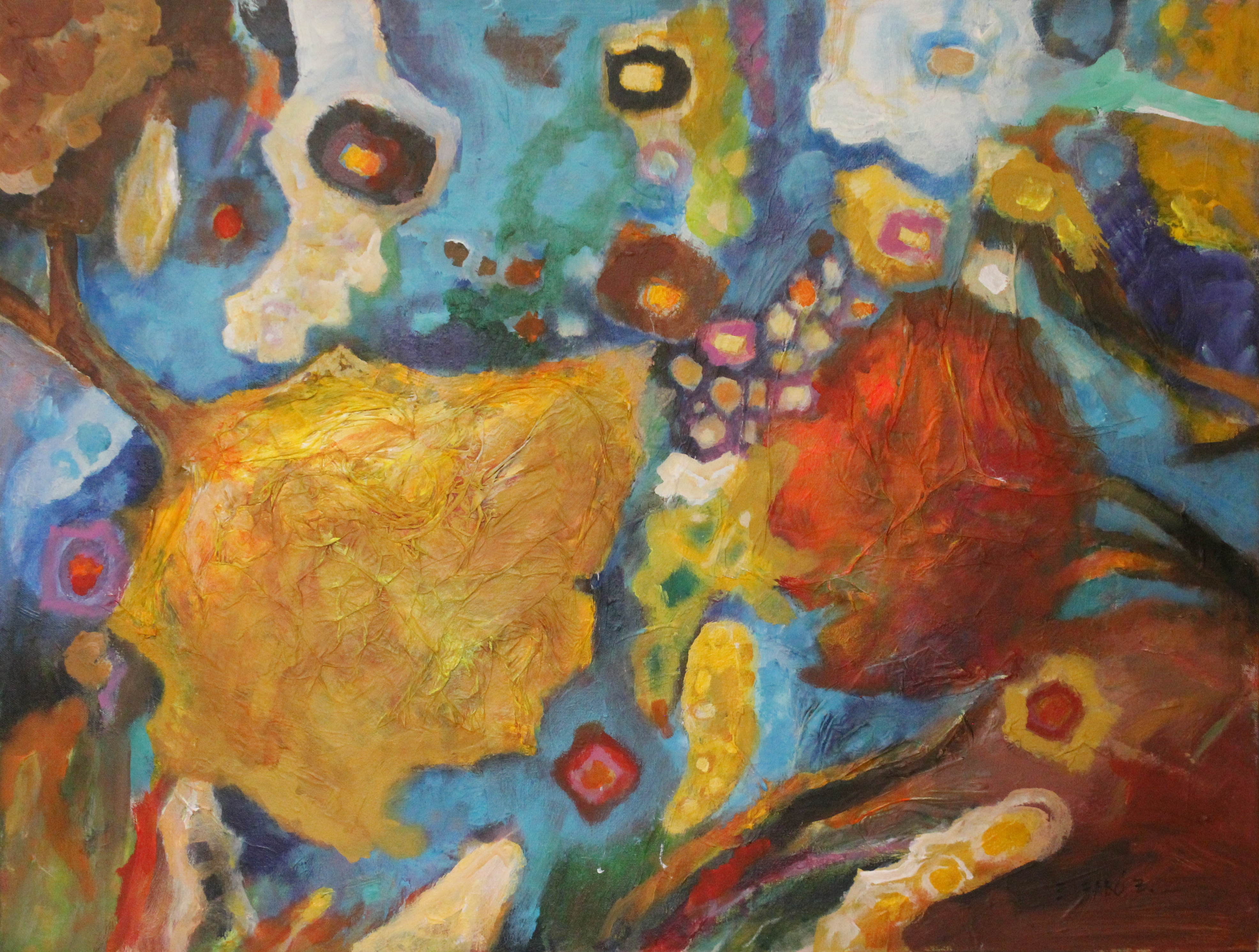
Vénasszonyok nyara
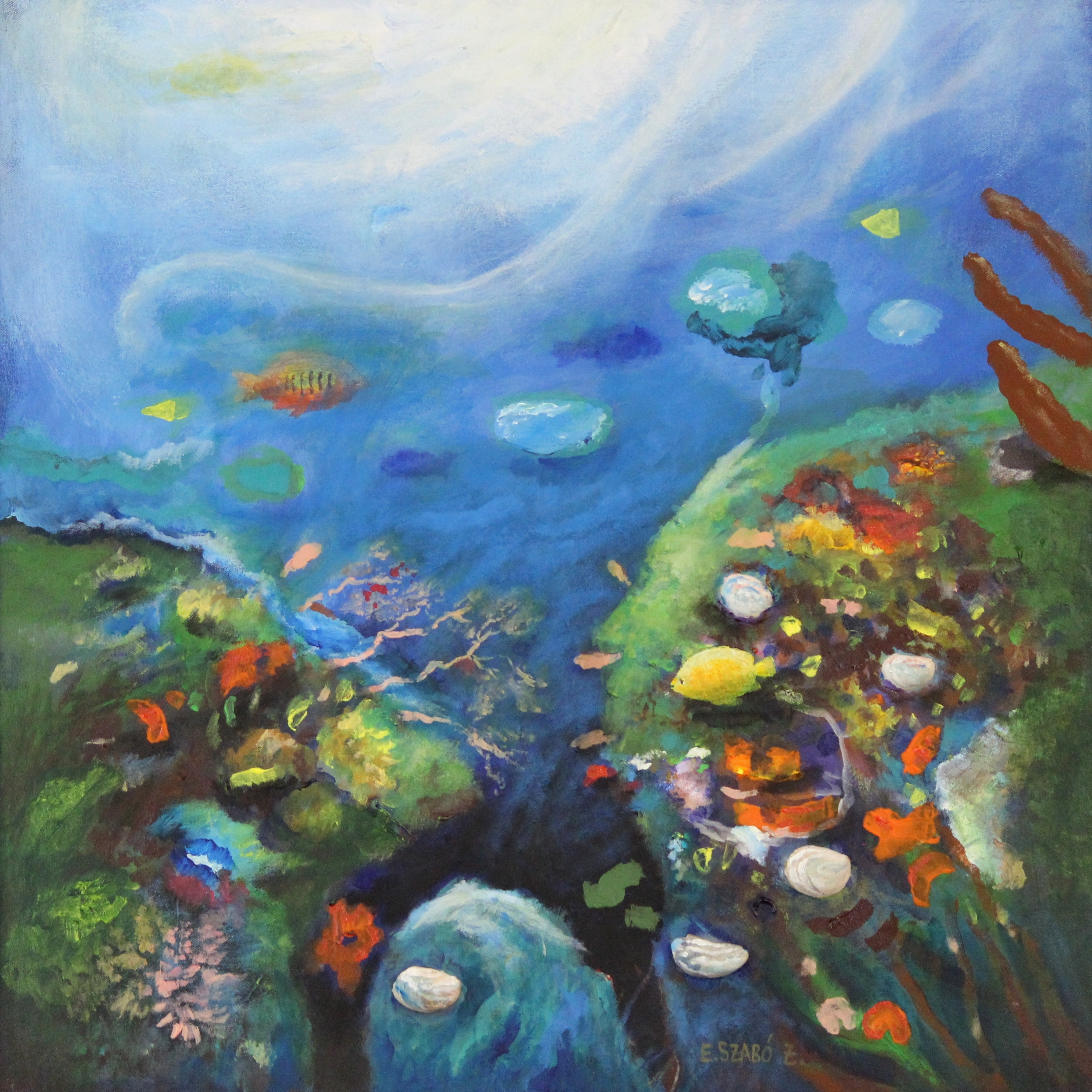
Vízi világ
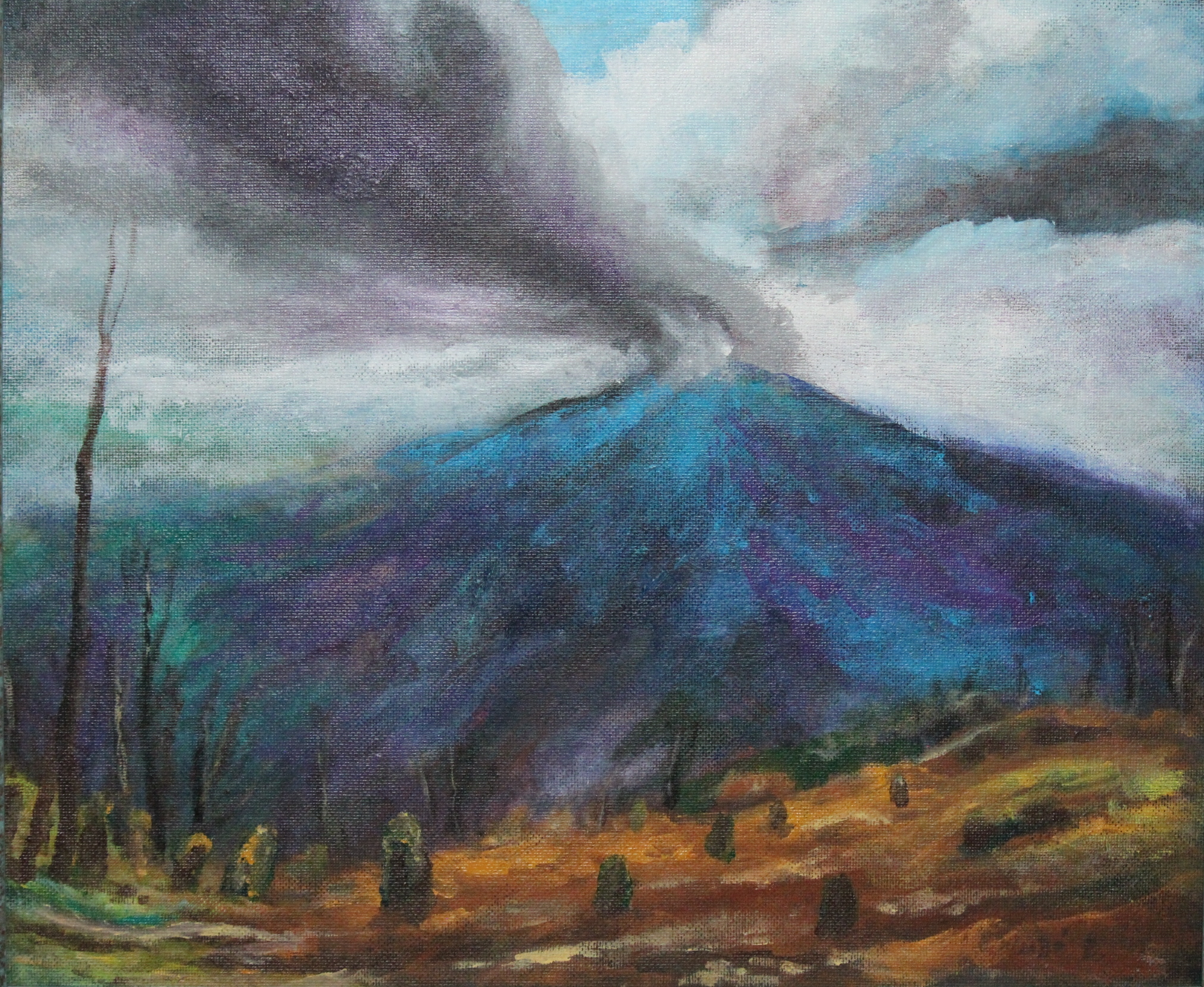
Vulkán